# Salticus trunctatus
Salticus trunctatus är en spindelart som beskrevs av Simon 1937. Salticus trunctatus ingår i släktet Salticus och familjen hoppspindlar. Inga underarter finns listade i Catalogue of Life.